# Meridiano 17 W
O meridiano 17 W é um meridiano que, partindo do Polo Norte, atravessa o Oceano Ártico, Gronelândia, Islândia, Oceano Atlântico, Ilha da Madeira, África, Oceano Antártico, Antártida e chega ao Polo Sul. Forma um círculo máximo com o Meridiano 163 E.
Começando no Polo Norte, o meridiano 17º Oeste tem os seguintes cruzamentos:
| País, território ou mar | Notas                                                           |
| ----------------------- | --------------------------------------------------------------- |
| Oceano Ártico           |                                                                 |
| Gronelândia             |                                                                 |
| Oceano Ártico           | Mar da Gronelândia - passa a leste da Ilha Shannon, Gronelândia |
| Islândia                |                                                                 |
| Oceano Atlântico        |                                                                 |
| Portugal                | Ilha da Madeira                                                 |
| Oceano Atlântico        | Passa entre as ilhas La Gomera e Tenerife, Espanha              |
| Saara Ocidental         | Reclamado por Marrocos - Ras Nouadhibou (Cabo Branco)           |
| Mauritânia              | Ras Nouadhibou (Cabo Branco)                                    |
| Oceano Atlântico        |                                                                 |
| Senegal                 |                                                                 |
| Oceano Atlântico        |                                                                 |
| Oceano Antártico        |                                                                 |
| Antártida               | Terra da Rainha Maud, reclamada pela Noruega                    |